# Pepe López
José María López Planelles, detto Pepe (Madrid, 17 agosto 1995), è un pilota di rally spagnolo.

## Vittorie nel WRC-2 Challenger
| # | Stagione | Evento               | Co-pilota           | Auto                  |
| - | -------- | -------------------- | ------------------- | --------------------- |
| 1 | 2024     | Rally di Monte Carlo | David Vázquez Liste | Škoda Fabia RS Rally2 |

## Risultati nel mondiale rally

### Risultati WRC
| 2014 | Scuderia       | Vettura        |  |  |  |  |  |  |     |    |  |  |  |    |  |  |  |  | Punti | Pos. |
| ---- | -------------- | -------------- |  |  |  |  |  |  | --- | -- |  |  |  | -- |  |  |  |  | ----- | ---- |
| 2014 | RMC Motorsport | Ford Fiesta R2 |  |  |  |  |  |  | Rit | 53 |  |  |  | 29 |  |  |  |  | 0     |      |

| 2015 | Scuderia             | Vettura        |  |  |  |  |  |  |  |  |  |  |  |    |  |  |  |  | Punti | Pos. |
| ---- | -------------------- | -------------- |  |  |  |  |  |  |  |  |  |  |  | -- |  |  |  |  | ----- | ---- |
| 2015 | Peugeot Sport España | Peugeot 208 R2 |  |  |  |  |  |  |  |  |  |  |  | 33 |  |  |  |  | 0     |      |

| 2016 | Scuderia      | Vettura        |  |  |  |  |  |  |  |  |  |  |  |     |    |  |  |  | Punti | Pos. |
| ---- | ------------- | -------------- |  |  |  |  |  |  |  |  |  |  |  | --- | -- |  |  |  | ----- | ---- |
| 2016 | Ya-Car Racing | Peugeot 208 R2 |  |  |  |  |  |  |  |  |  |  |  | Rit | 35 |  |  |  | 0     |      |

| 2017 | Scuderia | Vettura         |     |  |  |  |  |  |  |  |  |  |  |  |  |  |  |  | Punti | Pos. |
| ---- | -------- | --------------- | --- |  |  |  |  |  |  |  |  |  |  |  |  |  |  |  | ----- | ---- |
| 2017 |          | Peugeot 208 T16 | Rit |  |  |  |  |  |  |  |  |  |  |  |  |  |  |  | 0     |      |

| 2018 | Scuderia       | Vettura       |  |  |  |  |  |  |  |  |  |  |  |    |  |  |  |  | Punti | Pos. |
| ---- | -------------- | ------------- |  |  |  |  |  |  |  |  |  |  |  | -- |  |  |  |  | ----- | ---- |
| 2018 | Sports and You | Citroën C3 R5 |  |  |  |  |  |  |  |  |  |  |  | 31 |  |  |  |  | 0     |      |

| 2020 | Scuderia             | Vettura       |     |  |  |  |  |  |  |  |  |  |  |  |  |  |  |  | Punti | Pos. |
| ---- | -------------------- | ------------- | --- |  |  |  |  |  |  |  |  |  |  |  |  |  |  |  | ----- | ---- |
| 2020 | DG Sport Compétition | Citroën C3 R5 | Rit |  |  |  |  |  |  |  |  |  |  |  |  |  |  |  | 0     |      |

| 2021 | Scuderia   | Vettura            |  |  |  |     |   |  |    |  |  |    |     |  |  |  |  |  | Punti | Pos. |
| ---- | ---------- | ------------------ |  |  |  | --- | - |  | -- |  |  | -- | --- |  |  |  |  |  | ----- | ---- |
| 2021 | Race Seven | Škoda Fabia R5 Evo |  |  |  | Rit | 8 |  | 15 |  |  | 14 | Rit |  |  |  |  |  | 4     | 20º  |

| 2022 | Scuderia | Vettura              |  |  |  |    |  |  |  |  |  |  |  |    |  |  |  |  | Punti | Pos. |
| ---- | -------- | -------------------- |  |  |  | -- |  |  |  |  |  |  |  | -- |  |  |  |  | ----- | ---- |
| 2022 |          | Hyundai i20 N Rally2 |  |  |  | NP |  |  |  |  |  |  |  | 25 |  |  |  |  | 0     |      |

| 2023 | Scuderia | Vettura              |    |  |  |  |  |  |  |  |  |  |  |  |  |  |  |  | Punti | Pos. |
| ---- | -------- | -------------------- | -- |  |  |  |  |  |  |  |  |  |  |  |  |  |  |  | ----- | ---- |
| 2023 |          | Hyundai i20 N Rally2 | 11 |  |  |  |  |  |  |  |  |  |  |  |  |  |  |  | 0     |      |

| 2024 | Scuderia | Vettura                                  |   |  |  |    |     |    |  |  |  |  |  |  |  |  |  |  | Punti | Pos. |
| ---- | -------- | ---------------------------------------- | - |  |  | -- | --- | -- |  |  |  |  |  |  |  |  |  |  | ----- | ---- |
| 2024 |          | Škoda Fabia RS Rally2 Ford Fiesta Rally2 | 9 |  |  | 12 | Rit | WD |  |  |  |  |  |  |  |  |  |  | 2     | 31º  |

| Legenda | 1º posto | 2º posto | 3º posto | A punti | Senza punti | Ritirato | Squalificato | NP=Non partito C=Gara cancellata | Apice=Power stage |

### Risultati WRC-2
| 2018 | Scuderia     | Vettura       |  |  |  |  |  |  |  |  |  |  |  |    |  |  |  |  | Punti | Pos. |
| ---- | ------------ | ------------- |  |  |  |  |  |  |  |  |  |  |  | -- |  |  |  |  | ----- | ---- |
| 2018 | Sports & You | Citroën C3 R5 |  |  |  |  |  |  |  |  |  |  |  | 14 |  |  |  |  | 0     |      |

| 2022 | Scuderia | Vettura              |  |  |  |  |  |  |  |  |  |  |  |     |  |  |  |  | Punti | Pos. |
| ---- | -------- | -------------------- |  |  |  |  |  |  |  |  |  |  |  | --- |  |  |  |  | ----- | ---- |
| 2022 |          | Hyundai i20 N Rally2 |  |  |  |  |  |  |  |  |  |  |  | 152 |  |  |  |  | 2     | 56º  |

| 2023 | Scuderia | Vettura              |   |  |  |  |  |  |  |  |  |  |  |  |  |  |  |  | Punti | Pos. |
| ---- | -------- | -------------------- | - |  |  |  |  |  |  |  |  |  |  |  |  |  |  |  | ----- | ---- |
| 2023 |          | Hyundai i20 N Rally2 | 3 |  |  |  |  |  |  |  |  |  |  |  |  |  |  |  | 15    | 22º  |

| 2024 | Scuderia | Vettura                                  |   |  |  |   |     |    |  |  |  |  |  |  |  |  |  |  | Punti | Pos. |
| ---- | -------- | ---------------------------------------- | - |  |  | - | --- | -- |  |  |  |  |  |  |  |  |  |  | ----- | ---- |
| 2024 |          | Škoda Fabia RS Rally2 Ford Fiesta Rally2 | 2 |  |  | 3 | Rit | WD |  |  |  |  |  |  |  |  |  |  | 33    | 15º  |

| Legenda | 1º posto | 2º posto | 3º posto | A punti | Senza punti | Ritirato | Squalificato | NP=Non partito C=Gara cancellata | Apice=Power stage |

### Risultati WRC-2 Junior/WRC-2 Challenger
| 2022 | Scuderia | Vettura              |  |  |  |  |  |  |  |  |  |  |  |    |  |  |  |  | Punti | Pos. |
| ---- | -------- | -------------------- |  |  |  |  |  |  |  |  |  |  |  | -- |  |  |  |  | ----- | ---- |
| 2022 |          | Hyundai i20 N Rally2 |  |  |  |  |  |  |  |  |  |  |  | 11 |  |  |  |  | 0     |      |

| 2023 | Scuderia | Vettura              |   |  |  |  |  |  |  |  |  |  |  |  |  |  |  |  | Punti | Pos. |
| ---- | -------- | -------------------- | - |  |  |  |  |  |  |  |  |  |  |  |  |  |  |  | ----- | ---- |
| 2023 |          | Hyundai i20 N Rally2 | 2 |  |  |  |  |  |  |  |  |  |  |  |  |  |  |  | 18    | 19º  |

| 2024 | Scuderia | Vettura                                  |   |  |  |   |     |    |  |  |  |  |  |  |  |  |  |  | Punti | Pos. |
| ---- | -------- | ---------------------------------------- | - |  |  | - | --- | -- |  |  |  |  |  |  |  |  |  |  | ----- | ---- |
| 2024 |          | Škoda Fabia RS Rally2 Ford Fiesta Rally2 | 1 |  |  | 2 | Rit | WD |  |  |  |  |  |  |  |  |  |  | 43    | 13º  |

| Legenda | 1º posto | 2º posto | 3º posto | A punti | Senza punti | Ritirato | Squalificato | NP=Non partito C=Gara cancellata | Apice=Power stage |

### Risultati WRC-3
| 2020 | Scuderia             | Vettura       |     |  |  |  |  |  |  |  |  |  |  |  |  |  |  |  | Punti | Pos. |
| ---- | -------------------- | ------------- | --- |  |  |  |  |  |  |  |  |  |  |  |  |  |  |  | ----- | ---- |
| 2020 | DG Sport Compétition | Citroën C3 R5 | Rit |  |  |  |  |  |  |  |  |  |  |  |  |  |  |  | 0     |      |

| 2021 | Scuderia   | Vettura                |  |  |  |     |    |  |    |    |  |    |     |  |  |  |  |  | Punti | Pos. |
| ---- | ---------- | ---------------------- |  |  |  | --- | -- |  | -- | -- |  | -- | --- |  |  |  |  |  | ----- | ---- |
| 2021 | Race Seven | Škoda Fabia Rally2 Evo |  |  |  | Rit | 24 |  | 42 | WD |  | 42 | Rit |  |  |  |  |  | 52    | 6º   |

| Legenda | 1º posto | 2º posto | 3º posto | A punti | Senza punti | Ritirato | Squalificato | NP=Non partito C=Gara cancellata | Apice=Power stage |